# 빗추미시마역
빗추미시마역(일본어: 備中箕島駅)은 일본 오카야마현 오카야마시 미나미구에 위치한 서일본 여객철도 우노 선의 철도역이다. 단선 승강장 1면 1선의 구조를 갖춘 지상역이다.

## 이용 현황
| 승차 인원 추이 | 승차 인원 추이 |
| 연도           | 1일 평균       |
| -------------- | -------------- |
| 1999           | 141            |
| 2000           | 138            |
| 2001           | 126            |
| 2002           | 145            |
| 2003           | 145            |
| 2004           | 118            |
| 2005           | 114            |
| 2006           | 105            |
| 2007           | 110            |
| 2008           | 106            |
| 2009           | 94             |
| 2010           | 101            |
| 2011           | 114            |
| 2012           | 125            |
| 2013           | 137            |
| 2014           | 147            |

## 역 주변
- 오카야마 시 미나미 구청 세노오 지역 센터
- 오카야마 시립 세노오 병원

## 역사
- 1939년 1월 1일 : 우노 선의 세노오 - 하야시마 간에 신설 개업.
- 1940년 11월 1일 : 영업 중지.
- 1950년 11월 14일 : 영업 재개.
- 1987년 4월 1일 : 일본국유철도 분할 민영화에 의해, 서일본 여객철도가 승계.
- 2007년
  - 7월 15일 : ICOCA 대응의 간이형 자동 개찰기 설치.
  - 9월 1일 : ICOCA 사용 개시.

## 인접 역
| 서일본 여객철도 우노 선 | 서일본 여객철도 우노 선         | 서일본 여객철도 우노 선              |
| ----------------------- | ------------------------------- | ------------------------------------ |
| 세노오 오카야마 방면    | ■ 우노미나토 선 · ■ 세토대교 선 | 하야시마 우노 · 고지마 · 우타즈 방면 |